# Cursed (House M. D.)
Cursed (titulado Maldito en España y La maldición en otras áreas hispanohablantes) es el decimotercer episodio de la primera temporada de la serie estadounidense House M. D.. Fue estrenado el 1 de marzo de 2005 en Estados Unidos. y emitido el 7 de marzo de 2006 en España.
En una mansión abandonada varios niños realizan una sesión espiritista, durante la cual una ouija señala a uno de ellos diciéndole que morirá en un año. Un tiempo más tarde el niño enferma y lo atribuye a la maldición. Los síntomas se agravan, el tiempo corre y House tiene que curar al paciente. En este capítulo aparece el Dr. Rowan Chase, padre del Dr. Robert Chase.

## Sinopsis
El título original, "Cursed", proviene del sustantivo "curse" (maldición) y del verbo "to curse" (maldecir). La traducción literal puede significar tanto "maldito" como "maldecido". El título juega con la idea de maldición que proviene del mensaje de una ouija espiritista al inicio, pero también con la superstición cultural histórica, de origen judeocristiano, que la lepra era una "maldición de Dios".

### Caso principal
Un grupo de niños que inician la adolescencia tienen un club secreto en una mansión vacía en la que se reúnen a beber alcohol, fumar y comunicarse con los espíritus mediante una ouija. Gabe (Gabriel Reilich) es invitado por su amigo, pero los demás se burlan de él cuando tropieza cayendo al piso y al jugar con la ouija, "los espíritus" revelan que Gabe morirá el año entrante. Ya en su casa el niño enferma mostrando fiebre y dificultades respiratorias y luego de una semana de convalecer la madre decide llevarlo al hospital. Gabe piensa que está muriendo, tal como lo dijo la ouija.
El caso llama la atención de la Dra. Cuddy, directora del hospital, que suele manifestar un interés especial cuando el paciente es un niño. Pero a House el caso no le interesa, porque aparenta ser una simple neumonía. Cuddy menciona otros síntomas inhabituales y menciona en último lugar una erupción que el niño presenta en su brazo. House simula que el caso sigue sin interesarle, pero Cuddy sabe que House tomará el caso, porque lo intriga la posibilidad de que la erupción y la neumonía estén relacionadas.
House reúne a su equipo. Los síntomas son: erupción papular, tos productiva, esputo purulento, disnea, roncus bilaterales. House pregunta qué clase de neumonía causa esta erupción. Chase propone enfermedad del legionario, Cameron dice que puede ser un hongo, y Foreman opina que puede tratarse de Chlamydia pneumoniae, pero todos concuerdan que para ello el niño debe haber mantenido relaciones sexuales. En realidad se trata de un grueso error médico de los guionistas, confundiendo la afección con la Chlamydia trachomatis, que sí es una enfermedad de transmisión sexual. Chase plantea la posibilidad de que pueda haber sido al revés: primero la erupción, causando la neumonía, y sugiere que puede ser Rickettsia, transmitida por una picadura de garrapata. House celebra la ocurrencia. Cameron menciona también a la enfermedad de Lyme, también transmitida por las garrapatas. House ordena aplicar cefuroxima de manera preventiva y realizar varios estudios.
El niño está acompañado por sus padres, quienes se encuentran separados y mantienen una mala relación. El padre es un militar, piloto de pruebas y donante del hospital, de carácter muy dominante, que culpa a la madre por no cuidar adecuadamente a su hijo. Más adelante el padre de Gabe amenazará a House para que atienda bien a su hijo, diciéndole que si él no hubiera donado dinero al hospital nunca hubiera sido tratado del síndrome del túnel carpiano que padece. También discutirá con los médicos, sugiriendo que su hijo podría estar afectado por leishmaniosis y filariasis, dos enfermedades que tomó de Internet que también causan erupción.
Gabe le cuenta a Chase sobre la mansión y la profecía de la ouija anunciando su muerte y considera que está maldito, y que eso causó también que sus padres se separaran, luego de que él rompiera un espejo.
Aparece el padre de Chase, Rowan Chase, un médico reumatólogo de fama mundial que tiene una pésima relación con su hijo. Chase va a la mansión abandonada y toma unas muestras de un material ubicado en un lugar donde Gabe había caído al suelo. El material contiene pelo animal. House examina la resonancia y concluye que Gabe padece ántrax maligno. Le administran Levaquin (levofloxacino).
Gabe sufre un ataque que le impide respirar y es intubado. House convoca al Dr. Chase padre ("no tú" le dice a Chase), para que se sume al equipo con el fin de ver como interactúan padre e hijo; inmediatamente surge la competencia entre ambos. La reacción de Gabe induce a descartar el ántrax, pero Chase hijo insiste. Su padre le hace ver que no hay necrosis y diagnostica sarcoidosis. House y el resto del equipo lo apoyan -ante el disgusto silencioso de Chase- y manda a su equipo a realizar los estudios, que efectivamente parecen confirmar sarcoidosis. 
Lo tratan con metotrexato, un antiinflamatorio, pero de inmediato aparece una necrosis en uno de los brazos de Gabe. El Dr. Chase padre dice que "la única explicación es que tiene ántrax maligno y sarcoidosis". Chase hijo vuelve a disentir por la mínima probabilidad de que se presenten juntas dos enfermedades muy raras. Pero House nuevamente decide apoyar al padre y ordena suministrar medicamentos para combatir ambas afecciones y ver qué pasa. Chase se muestra muy molesto. Los síntomas siguen confundiendo a los médicos y al niño le aparece una gran erupción en la espalda.
El equipo vuelve a reunirse y padre e hijo vuelven también a disentir. Chase padre opina que al responder al ántrax el paciente puede haber desarrollado una enfermedad autoinmune. Chase hijo discrepa y atribuye el diagnóstico de su padre a una inducción derivada de su especialidad. House nuevamente dice que coincide con Chase padre. Le administran esteroides (Cytoxan) y comienza a mejorar, pero Chase insiste que se trata de un error de diagnóstico. Repentinamente Gabe comienza a sufrir de parálisis en el brazo.
Chase padre reconoce entonces que su hijo estaba en el camino correcto y que podría ser neurofibromatosis, pero tampoco se trata de dicha afección. House recuerda que el padre del niño había sugerido que podría tratarse de leishmaniosis o filariasis. Los demás médicos le señalan que los síntomas y análisis las descartan totalmente, pero House está pensando en algo más: se trata de dos enfermedades casi exclusivas del sudeste asiático. Le parece extraño que el padre buscara enfermedades asiáticas. "Hay una sola cosa que ustedes deben hacer -le dice a los padres-: decir la verdad o su hijo morirá". El padre del paciente revela entonces que estuvo dos años en la India bajo la guía de un gurú viviendo una vida monacal en un ashram, algo de lo que se avergüenza y que nunca contó.
La verdad sobre el padre de Gabe le permite a House resolver el caso. Cuando Jeff estuvo viviendo en la India contrajo lepra, desarrollándose en él muy lentamente; la lesión en su brazo, en realidad no es síndrome del túnel carpiano, como le habían diagnosticado - House dice "nunca confíen en los médicos"-, sino un síntoma de la lepra. Aunque, contra lo que suele creerse, la lepra es muy poco contagiosa, Jeff se la transmitió a su hijo. La lepra debilitó el sistema inmunitario del niño, lo que permitió que contrajera ántrax en la mansión, cuando cayó al piso. Bien diagnosticado por ántrax, el antibiótico que le suministraron (levofloxacino) mató las bacterias de la lepra en los nervios, pero no evitó que el organismo creara anticuerpos contra la lepra, cuando las bacterias muertas ingresaron al sistema circulatorio para su eliminación. Esos anticuerpos atacaron a las neuronas y las células grasas, causando las inflamaciones y el resto de los síntomas que confundían a los médicos.
Gabe es tratado con talidomida. 

#### Bases científicas
El guion comete varias equivocaciones o imprecisiones médicas:
- Confunde la Chlamydia pneumoniae con la Chlamydia trachomatis;
- Presenta a la leishmaniasis y la filariasis como enfermedades "casi exclusivamente" asiáticas, aunque las mismas también tienen una considerable presencia en algunos países de África y América;
- Indica que Gabe fue tratado del ántrax maligno con Levaquin (levofloxacina), pese a que esa droga recién recibió la autorización para ser aplicada a niños en 2008. El antibiótico utilizado debió haber sido ciprofloxacina.

### Relaciones entre los personajes
Aparece el padre de Chase, Rowan Chase, un médico de fama mundial de origen checo, que tiene una pésima relación con su hijo. Los padres de Chase se separaron quince años atrás, cuando él tenía 15 años, y su madre murió cinco años después. House los hace competir médicamente, hasta que Chase decide preguntarle a su padre por qué estaba allí. Le responde que vino a una conferencia médica, pero que también lo extraña. Chase le recrimina su ausencia luego de la separación y le reprocha que su madre se hizo alcohólica y que debió cuidarla hasta que finalmente murió. A Chase hijo le pesa tanto la conversación que la interrumpe para ir a atender al paciente. House averigua que Chase padre mintió y que no se había registrado en la conferencia. Atando cabos se da cuenta de que tiene un cáncer, que Chase padre confirma como terminal (cáncer de pulmón, fase 4) restándole unos tres meses de vida. En un diálogo con House, Chase le dice que no odia a su padre, sino que simplemente aprendió a ser indiferente ante él, luego de cansarse de desear su presencia; de esta manera no hay decepciones. Finalmente, padre e hijo logran acercarse y se abrazan, pero el primero vuelve a Australia sin que Chase sepa que le queda poco de vida. No volverá a verlo y se enterará de la muerte de su padre en el capítulo The mistake (2-08).
Cameron, que en el futuro habrá de casarse con Chase, se interesa por su estado emocional. Le dice que tanto rencor es tóxico y le recomienda "bajar la guardia" y relacionarse afectivamente con su padre. Chase la rechaza y le recomienda no acercarse.   
Hablando con su amigo Wilson sobre la relación de Chase con su padre, House profundiza sus ideas acerca de la regla "todos mienten" que guía su vida y su forma de buscar la verdad. Wilson le cuestiona que quiera saber qué pasa entre Chase y su padre, sin preguntarles. House entonces, comparando a Chase y su padre con sustancias, contesta:

House: ¿Dos sustancias te revelan cómo se relacionan? No, las sustancias mienten descaradamente. Las metes en una cubeta y les aplicas calor.

### Atención clínica de rutina
Para evadir a su padre, Chase reasigna sus horarios de clínica y atiende a un hombre con dolor y entumecimiento en los dedos de su mano izquierda. La consulta es interrumpida por House y todo el equipo, quienes realizan el diagnóstico diferencial del caso de Gabe, ignorando al paciente de Chase. Al finalizar, House le dice al paciente de la clínica que está usando muy apretado su reloj, lo que causa los síntomas.

## Diagnóstico
El paciente padece lepra, contraída por contagio del padre, y ántrax (carbunco), contraído al caer al suelo en una casa abandonada sobre restos de pelo animal. La baja de defensas causada por la lepra facilitó el contagio del ántrax.